# Stefan Popiel (piłkarz)

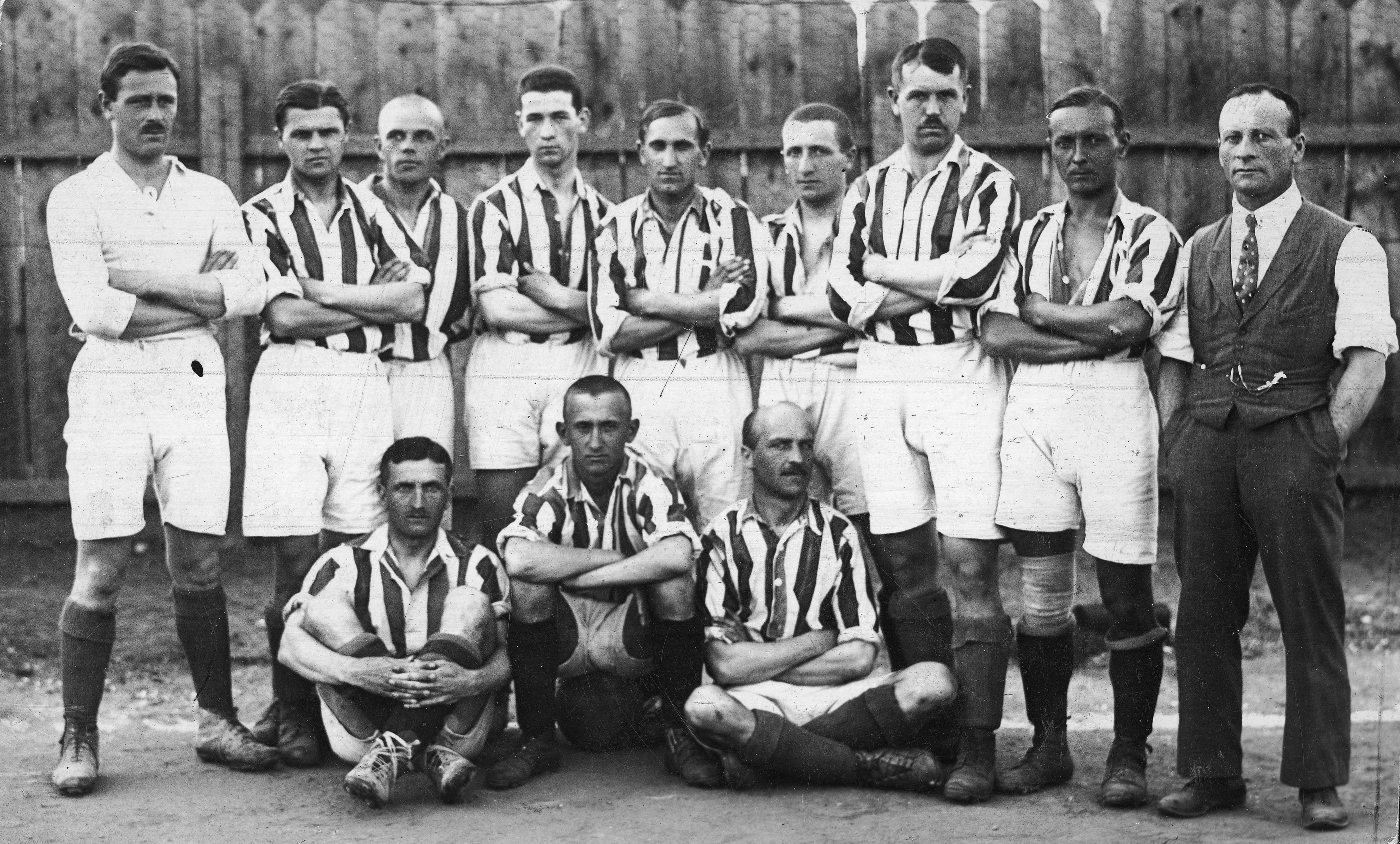
Drużyna Cracovii – mistrza Polski z 1921. Pierwszy z lewej stoi Stefan Popiel

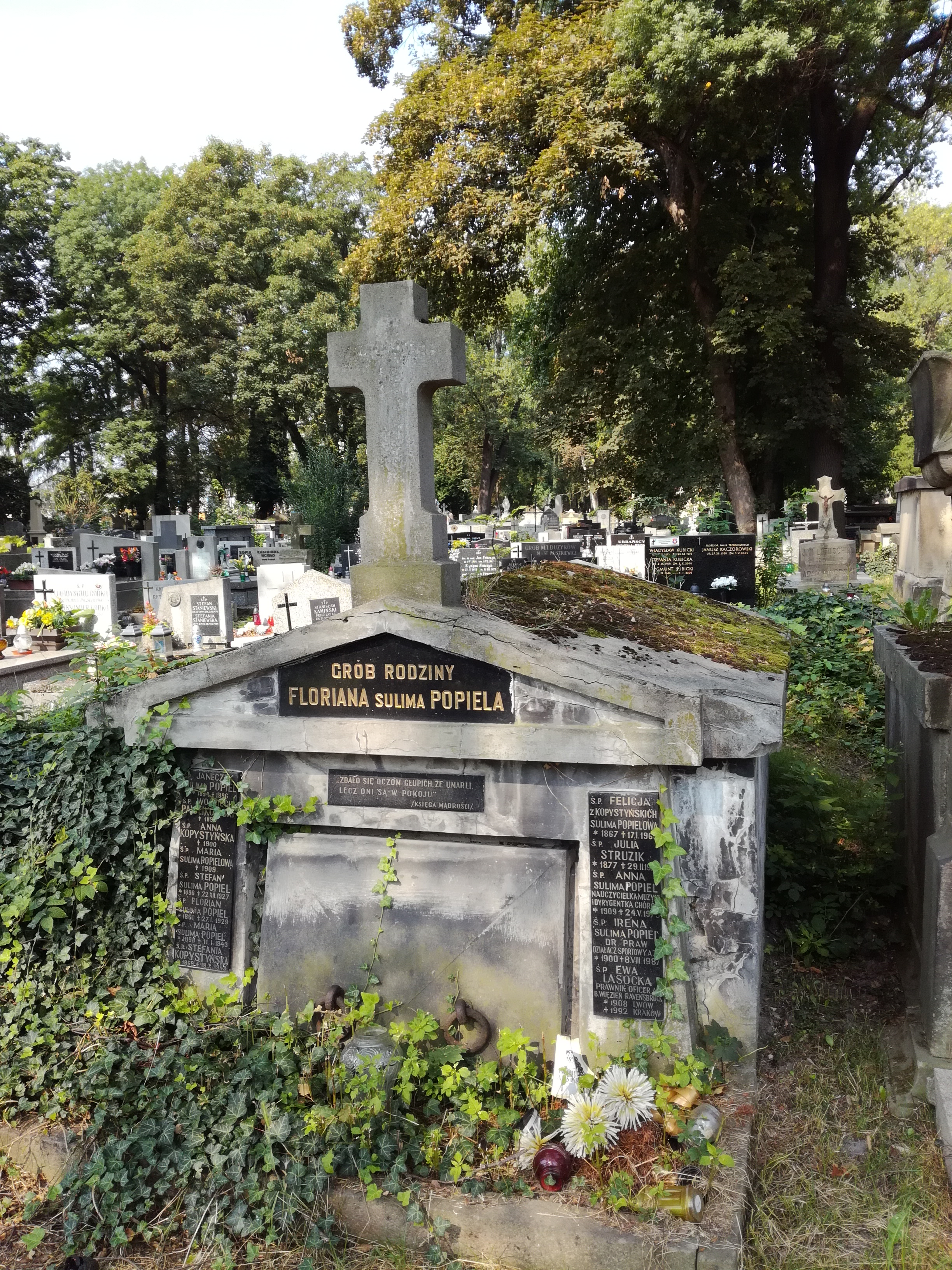
Grób Stefana Popiela na cmentarzu Rakowickim

Stefan Ignacy Dominik Popiel h. Sulima (ur. 19 maja 1896 w Skawinie, zm. 22 grudnia 1927 w Małej) – polski piłkarz, porucznik rezerwy piechoty Wojska Polskiego. 

## Życiorys
Wychowanek Cracovii, której był zawodnikiem od 1909 do 1924, a w 1919 gościnnie występował w Wiśle Kraków. Z Cracovią walczył w dwóch finałach Mistrzostw Galicji w 1913 i 1914 gdzie zagrał w 6 meczach, a także w finałach Polski w 1921 i 1922 rozgrywając w nich 10 gier. W 1921 wywalczył z nią tytuł mistrzowski. Łącznie w „Pasach” rozegrał 129 meczów, w tym 34 spotkania w oficjalnych rozgrywkach. Nazywany był następcą Józefa Lustgartena. U schyłku kariery był określany jako najlepszy bramkarz, jakiego Polska wydała.
Był bratankiem znanego polityka galicyjskiego, Karola Popiela. Był właścicielem ogromnych majątków ziemskich. 
W czasie I wojny światowej walczył w szeregach cesarskiej i królewskiej Armii. Jego oddziałem macierzystym był pułk piechoty nr 13. Na stopień podporucznika rezerwy został mianowany ze starszeństwem z 1 stycznia 1917 w korpusie oficerów piechoty. Został odznaczony Srebrnym Medalem Waleczności 1 klasy i Krzyżem Wojskowym Karola.
Uczestniczył w wojnie z bolszewikami w 1920. Został odznaczony dwukrotnie Krzyżem Walecznych (po raz pierwszy w 1921), między innymi za obronę Kamionki Strumiłowej. Po wojnie został zweryfikowany w stopniu porucznika ze starszeństwem z dniem 1 czerwca 1919 i 2646. lokatą w korpusie oficerów rezerwowych piechoty. W latach 1923–1924 posiadał przydział mobilizacyjny do 20 pułku piechoty w Krakowie.
W ostatnich latach został zmuszony do porzucenia sportu z uwagi na zajęcia osobiste, po czym osiadł w majątku w Małej Wsi.

## Śmierć
Poniósł śmierć w tajemniczych okolicznościach 22 grudnia 1927 w swoim majątku w Małej Wsi. Początkowo ogłoszono, że doszło do tego w drugi dzień świąt Bożego Narodzenia i że popełnił samobójstwo, później jednak pojawiły się policyjne informacje, że przed powieszeniem został śmiertelnie pobity przez nieustalonych sprawców.
25 grudnia 1927 w krakowskim dzienniku „Czas” został opublikowany nekrolog o treści „Stefan Sulima-Popiel porucznik rez. W.P. 20 pułku piechoty, odznaczony 2 krzyżami za waleczność, przeżywszy lat 31, zakończył życie dnia 22 grudnia 1927 r. w majątku Mała wskutek skrytobójczego morderstwa. O czem w smutku pogrążona żona z synem, rodzice i rodzeństwo zawiadamiają Krewnych, Przyjaciół i Znajomych. O dniu pogrzebu nastąpią osobne powiadomienia”. W powtórnym nekrologu, opublikowanym w tym samym dzienniku 30 grudnia 1927 oraz 1 stycznia 1928, prócz powielonych informacji z pierwszej publikacji, podano datę zgonu 21 grudnia 1927 oraz poinformowano o terminie pogrzebu na 31 grudnia 1928 w Krakowie.
Został pochowany na Cmentarzu Rakowickim w Krakowie (kwatera FC-wsch-7 po prawej Wołkowskich).
Według doniesienia w tygodniku „Stadion” z 1 stycznia 1928 po śmierci syna zmarła na atak serca matka Stefana Popiela, jednak w treści ww. nekrologów jako zawiadamiający o jego śmierci widnieli rodzice.